# سوفي شتاينر
سوفي شتاينر (بالألمانية: Sophie Steiner) (و. 1981 – م) هي ممثلة، وممثلة أفلام، من ألمانيا، ولدت في هامبورغ.

## وصلات خارجية
- سوفي شتاينر على موقع IMDb (الإنجليزية)
- سوفي شتاينر على موقع كينوبويسك (الروسية)